# Little Nightmares 2
Little Nightmares 2 (noto anche come Little Nightmares II) è un videogioco horror di genere rompicapo-azione e di avventura sviluppato dalla Tarsier Studios e pubblicato dalla Bandai Namco Entertainment. Il gioco è stato annunciato al Gamescom 2019 come seguito di Little Nightmares (ma si rivela essere un prequel) e include un nuovo personaggio, Mono, accompagnato dalla protagonista del primo titolo, Six, come personaggio controllato dal computer. Il gioco è stato pubblicato l'11 febbraio 2021.

## Trama
Mono, un ragazzo che indossa un sacchetto di carta sulla testa, si risveglia dopo aver sognato un lungo corridoio al termine del quale si trovava una porta con su di essa un occhio. Vagando nella foresta, arriva al capanno del Cacciatore, uno spietato uomo che ha intrappolato di recente una bambina di nome Six. Una volta entrato, Mono libera Six che, dopo un momento di diffidenza, capisce di dover collaborare con il ragazzo per uscire viva dal capanno. Il Cacciatore scopre e insegue i due fino a metterli all'angolo in una piccola cabina, dove i due ragazzi trovano un fucile che usano contro l'avversario, uccidendolo. Usando una porta di legno come zattera, attraversano il fiume e giungono quindi nella Città Pallida, una distorta (letteralmente) città cosparsa di vecchi televisori. Nel corso del viaggio, Mono tenta più volte di usare questi televisori come portali per accedere al corridoio che aveva visto in sogno, venendo però sempre tirato fuori di forza da Six prima di poter raggiungere la porta. 
Per poter proseguire, Mono e Six entrano nella diroccata Scuola, dove la seconda viene catturata dai Bulli, i violenti e rabbiosi studenti dell'istituto dalle teste di porcellana. Mono riesce a salvarla e insieme sfuggono alla direttrice della struttura, la Maestra dallo spaventoso collo serpentiforme. Fuori dalla Scuola, Six trova tra i rifiuti un famigliare impermeabile giallo e lo indossa. I due raggiungono quindi l'Ospedale, dove si imbattono nei martoriati Pazienti e nel grasso Dottore, capace di arrampicarsi sul soffitto. Giocando d'astuzia, Mono lo rinchiude in un forno crematorio e può scegliere se bruciarlo vivo oppure semplicemente lasciarlo chiuso lì. Una volta usciti e raggiunto il cuore della Città Pallida, i due osservano il Ripetitore, il quale emette un'ipnotica Trasmissione che controlla gli abitanti della città, gli Spettatori, i cui volti sono stati ormai deformati dalla troppa esposizione agli schermi televisivi fino ad essere consumati. Attraverso un televisore, Mono riesce finalmente a raggiungere la porta del suo sogno, dalla quale emerge però lo spettrale Smilzo; quest'ultimo riesce a uscire dal dispositivo e a catturare Six, lasciandosi alle spalle semplicemente un suo fantasma, ciò che rimane dei bambini rapiti dagli abitanti di Città Pallida. Usando diversi televisori come portali, Mono naviga attraverso la Città Pallida guidato dal fantasma di Six, giungendo finalmente a pochi passi dal Ripetitore, dove viene bloccato dallo Smilzo. Scoprendo di avere poteri simili ai suoi, Mono lo affronta e lo disintegra, trascinando poi il Ripetitore verso di sé. 
Mono entra quindi nella struttura e si riunisce con Six, ormai divenuta un enorme mostro distorto, corrotta dal Ripetitore tramite un carillon. Ella lo attacca dopo che lui danneggia il carillon, ma il ragazzo riesce a farla tornare normale distruggendolo. Mentre il Ripetitore inizia a collassare, i due bambini fuggono inseguiti da una massa gelatinosa di carne e occhi: la vera forma della Trasmissione. Riescono quindi a seminarla, ma Six, notando somiglianze tra i poteri di Mono e quelli di Smilzo, lo lascia precipitare in una voragine mentre lei fugge attraverso un televisore. Ormai solo e circondato dalla massa abominevole, Mono si siede e si rassegna al suo destino. Con il passare del tempo, corrotto dalla Trasmissione e dall'odio verso Six, il ragazzo invecchia e diviene sempre più alto, diventando alla fine lo Smilzo. Intrappolato in un loop temporale, Mono/Smilzo chiude la porta della sua stanza, in attesa che il suo giovane sé stesso lo liberi e possa vendicarsi della ragazza.  
Se il giocatore ha raccolto tutti i fantasmi dei bambini, una scena dopo i titoli di coda mostra Six fuoriuscire dal televisore e incontrare il suo fantasma (rivelatosi essere la Six oscura), ora fisico per il suo ignobile atto verso Mono, che le fa notare che il rimorso l'ha messa in uno stato di fame perenne, ma poi indica un manifesto raffigurante le Fauci, un luogo in cui saziare questa fame. Il gioco si rivela così essere un prequel del titolo originale. 

## Personaggi
- Mono: protagonista del gioco. È un bambino vestito con un pesante impermeabile, in testa un sacchetto di carta con due buchi per gli occhi, che usa per coprire le onde del Ripetitore. Abbandonato a sé stesso in un mondo oscuro e colmo di incubi, Mono impara in fretta a sopravvivere in mezzo ai pericoli per evitare un tragico destino.
- Six: altra protagonista del gioco, già apparsa nei capitoli precedenti. Mono la trova chiusa in una stanza nella casa del Cacciatore. Inizialmente Six diffida dell'aiuto di Mono, ma scopre presto che se non collaborano insieme i due non hanno modo di sopravvivere.
- Cacciatore: un solitario cacciatore che gode della compagnia di gente imbalsamata da lui stesso. Tiene prigioniera Six e insegue lei e Mono per il bosco cercando di centrarli con il suo fucile. Trova la morte quando i ragazzi gli puntano contro un secondo fucile.
- Maestra: rettrice di una scuola a Città Pallida. Detesta profondamente i bambini, specie quelli chiassosi. Ha l'innaturale abilità di allungare il suo collo, rendendola simile ad una Rokurokubi.
- Dottore: un inquietante dottore, unico operatore dell'Ospedale, caratterizzato dall'obesità e dal fatto che striscia a carponi sul soffitto. Trasforma i suoi pazienti in manichini viventi e ricava da essi la pelle della loro faccia per farci maschere molto simili a quelle che molti personaggi della serie indossano. Inseguendo Mono e Six viene rinchiuso in un forno crematorio che il giocatore può scegliere se accendere o meno.
- Smilzo: un vecchio uomo alto, snello, con indosso un completo elegante, il volto oscurato dall'ombra proiettata dalla tesa del cappello e la capacità di essere circondato da suoni e effetti statici. Queste caratteristiche lo rendono molto simile (per non dire identico) a Slender Man. Si scoprirà essere un cresciuto Mono, intrappolato in un loop temporale, in attesa che il giovane sé stesso lo liberi per poi vendicarsi su Six per averlo abbandonato.
- Trasmissione: l'antagonista principale, la personificazione del Ripetitore, rappresentato come un ammasso di carne e occhi. Si impossessa della volontà della gente, finendo con il sfigurarla, attraverso gli schermi della televisione. Six cade vittima della Trasmissione dopo essere stata rapita da Smilzo, servitore e sicario del Ripetitore, diventando un mostro placato dalla musica di un carillon, l'oggetto che a sua insaputa la sta tenendo prigioniera del Ripetitore.
- Bulli: gli allievi della Maestra. Hanno la testa in porcellana e hanno coperto la scuola di trappole. Attaccano chiunque gli capiti a tiro, talvolta pure loro stessi, ma in presenza della Maestra si mettono in riga.
- Pazienti: gli sfigurati pazienti del Dottore, che li ha resi manichini (alcuni pure senza testa) che si muovono al buio ma si immobilizzano alla luce.
- Spettatori: gli abitanti di Città Pallida. Sono ipnotizzati dalla televisione e la Trasmissione finché non sono consumati dalla Trasmissione. Se qualcuno interrompe la loro visione, attaccano il responsabile attaccandolo con poteri statici.

## Accoglienza
| Testata                              | Versione | Giudizio |
| ------------------------------------ | -------- | -------- |
| Metacritic (media al 18 aprile 2022) | NS       | 82/100   |
| Metacritic (media al 18 aprile 2022) | PC       | 82/100   |
| Metacritic (media al 18 aprile 2022) | PS4      | 82/100   |
| Metacritic (media al 18 aprile 2022) | XONE     | 82/100   |
| Destructoid                          | -        | 8,5/10   |
| Easy Allies                          | -        | 8,5/10   |
| Game Informer                        | -        | 9,25/10  |
| GameRevolution                       | -        | 7,5/10   |
| GamesRadar+                          | -        |          |
| Hardcore Gamer                       | -        | 4/5      |
| IGN                                  | -        | 7/10     |
| Nintendo Life                        | -        |          |
| PC Gamer US                          | -        | 76/100   |
| Push Square                          | -        |          |
| Shacknews                            | -        | 9/10     |
| VG247                                | -        |          |
| VideoGamer.com                       | -        | 7/10     |

Secondo Metacritic, Little Nightmares 2 ha ricevuto recensioni "generalmente favorevoli". Jordan Devore di Destructoid scrisse che il videogioco "ha un'intensità che intrattiene chiunque e diverte sia guardandolo che giocandolo.", dando al gioco un punteggio di 8.5/10.
Easy Allies dà al gioco un 8.5/10, scrivendo che "Little Nightmares II ci trasporta nuovamente in un disturbante viaggio attraverso un mondo vividamente reale, con un senso di terrore più da brividi che mai."
Game Informer ha lodato il gioco, dando un punteggio di 9.25/10 e scrivendo che "Questo impressionante sequel è alla pari con il suo predecessore in termini di colpi di scena emozionanti ed effetti visivi scioccanti che non si scordano facilmente."
GameRevolution scrive che "Little Nightmares 2 porta avanti l'eredità del suo predecessore. I ragazzi di Tarsier Studios hanno espanso la storia con nuovi personaggi e ambientazioni, aggiungendo meccaniche di gioco che non rendono i momenti di azione eccessivamente complicati ma non rallentano neanche il ritmo, dimostrandosi ancora una volta sorprendentemente creativi quando si parla di creare un mondo perfettamente tetro.", dando un punteggio di 7/10.
GamesRadar+ dà un punteggio di 4/5, descrivendo il gioco come "Un fantastico giochino horror capace di essere tanto frustrante quanto brillante."
Hardcore Gamer dà un punteggio di 4/5 scrivendo che "Avranno anche scatenato nuovamente la mostruosa esagerazione del capitolo precedente, ma Little Nightmares II è sotto ogni punto di vista un titolo più audace e raffinato rispetto al suo predecessore."
IGN dà un punteggio di 7/10, scrivendo che "Little Nightmares II ha sezioni furtive e spaventose simili a quelle del predecessore, ma è un titolo che lascia decisamente meno il segno."
Nintendo Life dà un 8/10, affermando che "Little Nightmares II è un titolo che cattura dall'inizio alla fine, con un ritmo superbo, dei capitoli che intrattengono perfettamente e delle grafiche e un doppiaggio eccellenti."
PC Gamer dà al gioco un punteggio di 76/100, affermando che "Little Nightmares 2 è un gioco che capisce alla perfezione cosa vuole essere e ci riesce."
Shacknews ha particolarmente lodato il gioco, dando un punteggio di 9/10 e scrivendo che "Little Nightmares 2 è più grande (letteralmente il doppio) del suo predecessore ed è a grandi linee un titolo decisamente migliore. Nonostante ciò, tuttavia, mantiene comunque quella sensazione di 'personale' che il primo capitolo rendeva in modo eccezionale."
VG247 scrive che "Little Nightmares 2 è un titolo superbo che porta avanti il tema dell'originale migliorandolo sotto ogni punto di vista.", dando un punteggio di 4/5.
Videogamer.com ha dato un 7/10, scrivendo che "Nonostante tutto, ha fatto notare che altre compagnie hanno provato a portare avanti questo tipo di horror: non mirano a spaventare con scatti improvvisi, ma più a far sentire a disagio riportando a disagio le vecchie paure infantili."
Nonostante tutte le critiche positive, Push Square è stato particolarmente critico, dando al gioco un 6/10 e scrivendo che "Little Nightmares II è un titolo che vale la pena provare per la grafica e i temi che tocca, ma i comandi fanno venire i crampi alle mani e spesso risultano un ostacolo."

## Eredità

### Fumetto
Il 13 gennaio 2021 viene distribuita l'app Little Nightmares Comics che comprende una serie di capitoli di fumetti online e semoventi a scorrimento, che narrano le vicende di alcuni bambini, tra cui Six e Mono, prima degli eventi del gioco. Nel corso di due mesi successivi sono usciti sei capitoli. I protagonisti dei fumetti, tranne Mono e Six, si basano su alcuni fantasmi dei bambini nel gioco.
1. Six, da poco fuggita dal Nido, si addentra nella foresta di Città Pallida e nota su un ramo un ragazzo con un sacchetto in testa. I due fanno giusto in tempo a incrociare lo sguardo che Six viene individuata e catturata dal Cacciatore.
2. Un bambino nudo con una benda sugli occhi si avventura nella foresta, nascondendosi in buche di animali, arrivando alla capanna sul retro della casa del Cacciatore. Lì, incappa in un televisore acceso dove viene preso da Smilzo. Il suo fantasma può essere trovato nella latrina del Cacciatore.
3. Una bambina si ritrova rinchiusa in una delle stanze dell'Ospedale e scava, con dei cucchiai che gli passa qualcuno da sotto la porta, un tunnel per tentare la fuga, ma come termina il tunnel si ritrova nel punto in cui ha iniziato. Notando la porta aperta, la bambina si avventura nel corridoio, diventando vittima del Dottore. Il suo fantasma può essere visto seduto sull'orlo del buco nella sua cella.
4. Un bambino grasso viene inseguito dai Bulli nella Scuola. Usando il suo leccalecca come arma sembra avere la meglio, ma quando si nasconde in un armadietto è subito trovato dalla Maestra. Il suo fantasma può essere trovato, in gioco, in uno degli armadietti della scuola.
5. Un bambino vestito da fantasma, vagando a Città Pallida, incappa in un ratto morente. Il bambino tenta di portarlo in luogo sicuro dove medicarlo, ma il ratto spira tra le sue braccia. Subito dopo, due Spettatori, la cui TV si è spenta, lo notano e lo acciuffano. Il suo fantasma è quello trovato in una piccionaia piena di bestie ferite e curate.
6. Mono, a Città Pallida, incappa in un gruppo di bambini intrappolati in un edificio in fiamme. Mono li aiuta e, come gli irrigatori si accendono, spegnendo le fiamme, lo Smilzo appare e prende i bambini. Mono scappa e si nasconde in una TV rotta, ma lo Smilzo lo nota. Tale scena è forse un add-in al capitolo 4 del gioco, mai allusa in esso.

## Sequel
Nonostante fosse stato dichiarato che il franchise fosse arrivato ad uno stop per i creatori originali, il 22 agosto 2023 Bandai Namco ha pubblicato il primo trailer di un nuovo titolo: Little Nightmares III.